# كمبريلز
كمبريلز (بالإسبانية: Cambrils)‏ هي قائمة مدن إسبانيا تقع في إسبانيا في Baix Camp. يقدر عدد سكانها بـ 32,422 نسمة ومساحتها 34.76 كم2 ووترتفع عن سطح البحر 18 متر.

## أعلام
- أيدو أوريول
- خوردي ليديسما ألباريث
- خوان أوريول
- فرنسيسكو فيدال